# Acraea albiventris
Acraea albiventris är en fjärilsart som beskrevs av Le Doux 1923. Acraea albiventris ingår i släktet Acraea och familjen praktfjärilar. Inga underarter finns listade i Catalogue of Life.